# Nuoto ai Giochi della XXXI Olimpiade - Staffetta 4x200 metri stile libero maschile
La staffetta 4x200 metri maschile dei Giochi di Rio de Janeiro 2016 è stata disputata il 9 agosto 2016 allo Stadio acquatico olimpico di Rio de Janeiro in Brasile. Hanno partecipato 16 nazionali.

## Record
Prima della competizione i record mondiale e olimpico erano i seguenti:
|  | 6'58"55 | Stati Uniti Michael Phelps Ricky Berens David Walters Ryan Lochte    | 31 luglio 2009 Roma, Italia  |
|  | 6'58"56 | Stati Uniti Michael Phelps Ryan Lochte Ricky Berens Peter Vanderkaay | 13 agosto 2008 Pechino, Cina |

## Risultati

### Batterie
| Posizione | Batteria | Corsia | Nazione       | Nuotatori | Tempo   | Note |
| --------- | -------- | ------ | ------------- | --- | ------- | ---- |
| 1         | 2        | 4      | Gran Bretagna | Stephen Milne (1:46.70) Robbie Renwick (1:48.17) Daniel Wallace (1:46.39) Duncan Scott (1:45.05)                    | 7:06.31 | Q    |
| 2         | 1        | 4      | Stati Uniti   | Clark Smith (1:47.20) Jack Conger (1:45.73) Gunnar Bentz (1:48.01) Ryan Lochte (1:45.80)                            | 7:06.74 | Q    |
| 3         | 2        | 2      | Russia        | Michail Dovgaljuk (1:46.91) Vyacheslav Andrusenko (1:47.50) Nikita Lobintsev (1:46.42) Aleksandr Krasnych (1:45.98) | 7:06.81 | Q    |
| 4         | 2        | 6      | Germania      | Florian Vogel (1:47.16) Jacob Heidtmann (1:47.17) Clemens Rapp (1:46.61) Paul Biedermann (1:46.72)                  | 7:07.66 | Q    |
| 5         | 2        | 7      | Giappone      | Kōsuke Hagino (1:46.60) Naito Ehara (1:47.12) Yūki Kobori (1:47.60) Takeshi Matsuda (1:46.36)                       | 7:07.68 | Q    |
| 5         | 2        | 5      | Australia     | Daniel Smith (1:47.55) Mack Horton (1:46.32) Jacob Hansford (1:47.70) Thomas Fraser-Holmes (1:46.41)                | 7:07.98 | Q    |
| 7         | 2        | 3      | Belgio        | Louis Croenen (1:48.35) Dieter Dekoninck (1:46.57) Emmanuel Vanluchene (1:47.79) Glenn Surgeloose (1:46.01)         | 7:08.72 | Q    |
| 8         | 1        | 5      | Paesi Bassi   | Dion Dreesens (1:47.86) Kyle Stolk (1:47.13) Ben Schwietert (1:47.92) Maarten Brzoskowski (1:46.25)                 | 7:09.16 | Q    |
| 9         | 1        | 8      | Italia        | Andrea Mitchell D'Arrigo (1:47.65) Alex Di Giorgio (1:47.74) Marco Belotti (1:47.01) Gabriele Detti (1:46.80)       | 7:09.20 |      |
| 10        | 1        | 3      | Polonia       | Jan Świtkowski (1:47.95) Paweł Korzeniowski (1:48.14) Kacper Klich (1:49.52) Kacper Majchrzak (1:45.50)             | 7:11.11 | dq   |
| 10        | 1        | 7      | Sudafrica     | Myles Brown (1:46.47) Sebastien Rousseau (1:48.35) Calvyn Justus (1:49.04) Dylan Bosch (1:48.75)                    | 7:12.61 |      |
| 11        | 1        | 2      | Spagna        | Victor Martín (1:48.74) Miguel Durán (1:48.10) Albert Puig (1:48.13) Marc Sánchez (1:47.65)                         | 7:12.62 |      |
| 12        | 2        | 1      | Danimarca     | Anders Lie Nielsen (1:47.62) Daniel Skaaning (1:46.78) Soren Dahl (1:47.43) Magnus Westermann (1:50.83)             | 7:12.66 |      |
| 13        | 1        | 6      | Francia       | Jordan Pothain (1:46.56) Grégory Mallet (1:47.60) Lorys Bourelly (1:48.62) Damien Joly (1:50.93)                    | 7:13.71 |      |
| 14        | 1        | 1      | Brasile       | Luiz Altamir Melo (1:48.19) João de Lucca (1:47.77) Andre Pereira (1:49.19) Nicolas Oliveira (1:48.69)              | 7:13.84 |      |
| 16        | 2        | 8      | Ungheria      | Péter Bernek (1:47.69) Gergő Kis (1:51.02) Benjámin Grátz (1:48.71) Dominik Kozma (1:51.09)                         | 7:18.51 | dq   |

### Finale
| Posizione | Corsia | Nazione       | Nuotatori                                                                                                   | Tempo   | Note |
| --------- | ------ | ------------- | --- | ------- | ---- |
| Oro       | 5      | Stati Uniti   | Conor Dwyer (1:45.23) Townley Haas (1:44.14) Ryan Lochte (1:46.03) Michael Phelps (1:45.26)                 | 7:00.66 |      |
| Argento   | 4      | Gran Bretagna | Stephen Milne (1:46.97) Duncan Scott (1:45.05) Daniel Wallace (1:46.26) James Guy (1:44.85)                 | 7:03.13 |      |
| Bronzo    | 2      | Giappone      | Kōsuke Hagino (1:45.34) Naito Ehara (1:46.11) Yūki Kobori (1:45.71) Takeshi Matsuda (1:46.34)               | 7:03.50 |      |
| 4         | 7      | Australia     | Thomas Fraser-Holmes (1:45.81) David McKeon (1:45.63) Daniel Smith (1:47.37) Mack Horton (1:45.37)          | 7:04.18 |      |
| 5         | 3      | Russia        | Danila Izotov (1:46.72) Aleksandr Krasnych (1:45.67) Nikita Lobintsev (1:46.31) Michail Dovgaljuk (1:47.00) | 7:05.70 |      |
| 6         | 6      | Germania      | Florian Vogel (1:47.16) Christoph Fildebrandt (1:47.91) Clemens Rapp (1:46.12) Paul Biedermann (1:46.09)    | 7:07.28 |      |
| 7         | 8      | Paesi Bassi   | Dion Dreesens (1:47.58) Maarten Brzoskowski (1:46.87) Kyle Stolk (1:47.59) Sebastiaan Verschuren (1:47.06)  | 7:09.10 |      |
| 8         | 1      | Belgio        | Louis Croenen (1:48.95) Dieter Dekoninck (1:47.50) Glenn Surgeloose (1:46.91) Pieter Timmers (1:48.28)      | 7:11.64 |      |